# ادوارد لی (بازیکن بسکتبال)
ادوارد لی (انگلیسی: Edward Lee؛ ۱۹۲۳ – ۱۴ نوامبر ۱۹۸۸) بازیکن بسکتبال اهل چین بود. وی در بازی‌های المپیک تابستانی ۱۹۴۸ شرکت کرده‌است.